# Rebecca Muambo
Rebecca Ndolo Muambo (née le 16 juillet 1985 à Buéa) est une lutteuse libre camerounaise.

## Carrière
Elle est médaillée de bronze des moins de 48 kg aux Jeux africains de 2003, aux Jeux africains de 2007 et aux Championnats d'Afrique 2010. Elle est ensuite sacrée championne d'Afrique des moins de 48 kg en 2011 et 2012 puis vice-championne d'Afrique de la même catégorie en 2013 et 2014.
Elle a participé à l'épreuve féminine des moins de 48 kg lors des Jeux du Commonwealth de 2014, où elle a remporté une médaille de bronze.
Elle est à nouveau sacrée championne d'Afrique des moins de 48 kg en 2015 puis médaillée d'argent aux Jeux africains de 2015 et médaillée d'or aux Championnats d'Afrique de lutte 2016. Elle est médaillée  d'or  aux jeux  de la francophonie  de Nice en 2013 dans la catégorie  des moins de 48 kg.